# Plagiothecium fitzgeraldii
Plagiothecium fitzgeraldii là một loài rêu trong họ Plagiotheciaceae. Loài này được (Renauld) Renauld & Cardot mô tả khoa học đầu tiên năm 1893.